# 예수제자운동
예수제자운동(Jesus Disciple Movement)은 윤태호 목사가 1977년 창립하여 활발한 선교사역을 하고 있다. 현재 강원특별자치도 춘천시 동면 만천로 143번길 97에 있다.

## 연혁
1977년 창립된 JDM은 “만인을 그리스도의 제자로 삼자(마 28:19)”는 비전 아래 세계 복음화와 만인 제자화를 위해 사역한다. 그러므로 제자와 선교는 JDM 사역의 수레바퀴, 또는 양 날개라고 할 수 있다. JDM 선교는 몇 단계의 과정을 거쳐 성장하며 발전해왔다. JDM의 초창기에는 주로 후원 사역을 했다. JDM과 관련된 파송 선교사를 재정과 기도, 관심으로 동역하는 선교에 눈을 뜨는 단계라고 할 수 있다. 두 번째는 JDM 선교사를 타 선교단체를 통해 파송하는 협력 파송 단계이다. 1989년에 JDM 처음 선교사를 남미 에콰도르와 필리핀으로 파송하였다. 세 번째 단계는 자력 파송기라 할 수 있는데, 국내 전임 간사를 중앙아시아 우즈베키스탄으로 단독으로 파송하였다(1994년). 이후 국제선교훈련원(IMTI)을 개원하여(2002년) 장, 단기 선교사로 지원한 예비 선교사를 체계적으로 훈련하여 파송함으로 명실공히 파송 선교단체로서의 면모를 갖게 되었다. 또한, 파송 선교사들을 행정적으로 지원하고, 전략을 수립하며 해외 사역을 총괄하기 위해 국제본부를 설립하여(2007년 JDM Mission, 2017년 국제본부로 조직을 확대함) 국제단체로서 발전을 거듭해오고 있다.

## 참고문헌
- 윤태호, "캠퍼스의 작은 무리들, JDM", <한국교회 대학부 이야기> 안명준 편집 (세움북스, 2022)
- 한국교회 대학부 이야기, 기독교신문, 2022, 03.30